# Casa-fàbrica Torruella-Tous
La casa-fàbrica Torruella-Tous era un edifici situat als carrers de les Tàpies, 10 i de l'Hort de Sant Pau del barri del Raval de Barcelona, actualment desaparegut.

## Història
El març del 1802, Francesc Rodés i el seu fill Josep Rodés i Galí van establir en emfiteusi al fabricant d'indianes Manuel Torruella una porció del seu hort amb front al carrer de les Tàpies i al carreró de l'Hort de Sant Pau. Tot seguit, aquest va demanar permís per a construir una casa-fàbrica de planta baixa i tres pisos, segons el projecte del mestre de cases Jeroni Pedrerol. Es tractava d'un edifici molt semblant a la veïna fàbrica dels germans Santaló, obra contemporània del mateix autor. L'any següent, Torroella va demanar novament permís per a edificar un altre cos d'edifici de planta baixa i dos pisos al carreró de l'Hort de Sant Pau, segons el projecte del mateix Pedrerol.
El 1832, el maquinista Nicolau Tous i Soler va esdevenir «segrestador» dels béns de Manuel Torruella, i l'any següent la va fer modernitzar amb la instal·lació d'una màquina de vapor de 16 CV, la segona de la ciutat després de la Fàbrica Bonaplata. Els treballs foren encarregats al mestre de cases Pau Sans i al fuster Francesc Bordas, amb un import total de 783 lliures barcelonines i 18 sous. El novembre del 1833, Tous va demanar permís per a allargar les finestres de la «quadra» del carreró de l'Hort de Sant Pau, i el febrer del 1837 va demanar permís per a aixecar-hi 2 pisos i obrir finestres a la planta baixa, segons el projecte de l'arquitecte Joan Soler i Mestres.

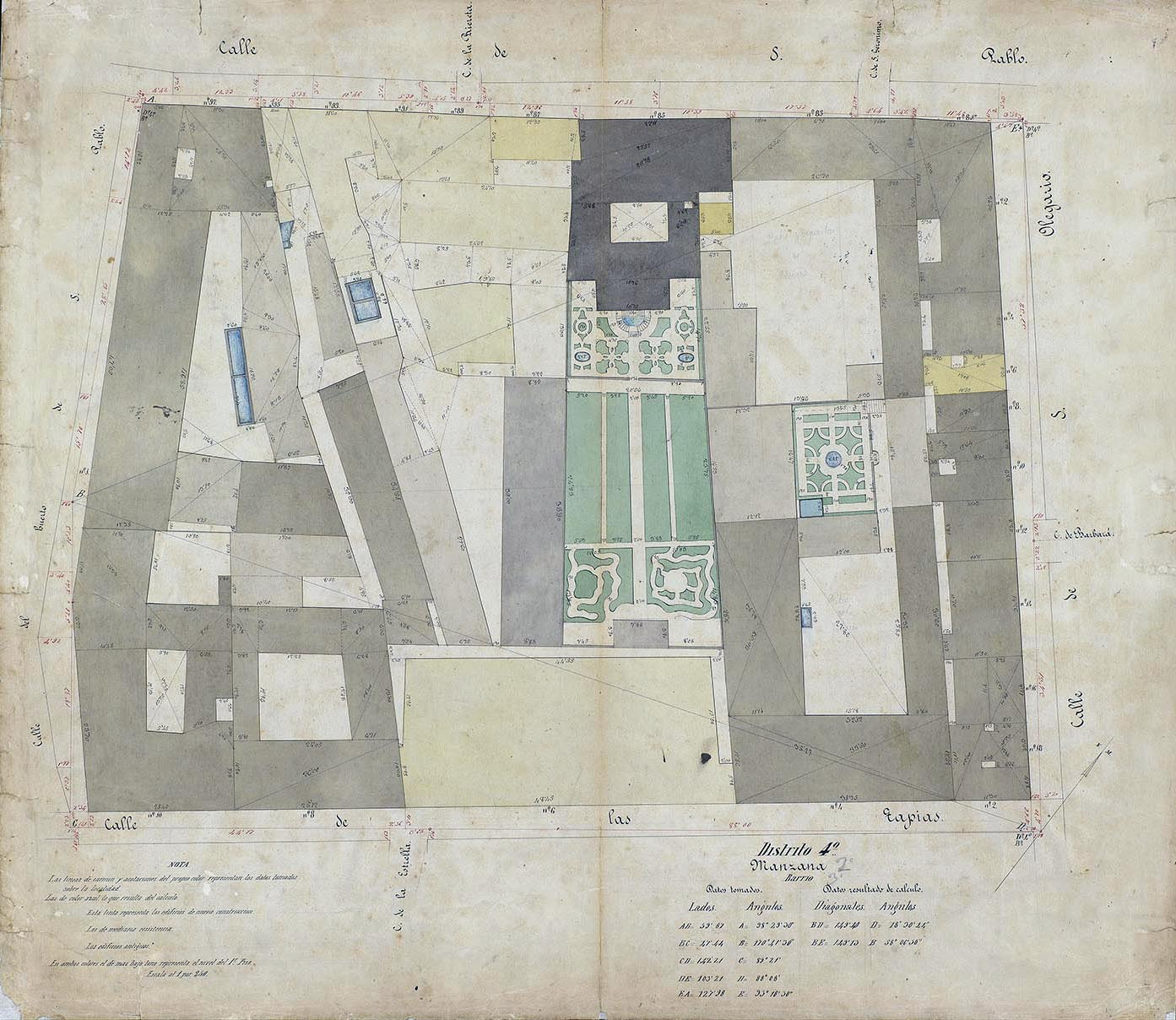
Quarteró núm. 89 de Garriga i Roca (c. 1860)

El 1868, el seu fill Nicolau Tous i Mirapeix va sol·licitar la legalització de dos generadors de vapor instal·lats des del 1856, de 20 CV de potència i 8 atmosferes de pressió, segons el projecte de l'enginyer Joan A. Molins i Soler. Posteriorment, la propietat va passar a Bartomeu Mirapeix, que el 1898 va substituir el sistema energètic per un generador multitubular, segons el projecte de l'enginyer Gaspar Forcada.
El 5 de setembre del 1974 s'hi va declarar un incendi en un taller de fusteria dels baixos, que va provocar l'ensorrament de l'edifici i la mort de 17 persones. Posteriorment, les ruïnes serien enderrocades i el solar formaria part del futur parc dels Horts de Sant Pau previst en el PERI.